# Gul frölöpare
Gul frölöpare (Harpalus flavescens) är en skalbaggsart som först beskrevs av Mathias Piller och Ludwig Mitterpacher von Mitterburg 1783.  Gul frölöpare ingår i släktet Harpalus, och familjen jordlöpare. Enligt den svenska rödlistan är arten starkt hotad i Sverige. Arten förekommer i Götaland. Arten har tidigare förekommit på Öland men är numera lokalt utdöd. Artens livsmiljö är jordbrukslandskap, stadsmiljö.